# Eoscarta lombokensis
Eoscarta lombokensis är en insektsart som beskrevs av Metcalf 1955. Eoscarta lombokensis ingår i släktet Eoscarta och familjen spottstritar. Inga underarter finns listade i Catalogue of Life.